# Onthophagus godarra
Onthophagus godarra là một loài bọ cánh cứng trong họ Bọ hung (Scarabaeidae).